# Achille Finet
Achille Eugène Finet (Argenteuil, 14 oktober 1863 – Parijs, 29 of 30 januari 1913) was een Frans botanicus en orchideeënspecialist.

## Biografie
Hij werd geboren in een rijke familie; zijn vader bezat een serre met een opmerkelijke verzameling orchideeën. Finet ging zich ook aan deze bloemen interesseren en ontwikkelde zich hierin tot een specialist, mede dankzij Henri Ernest Baillon die hem introduceerde bij Édouard Bureau, professor aan het Muséum national d'histoire naturelle te Parijs. Hij werkte aanvankelijk in diens laboratorium van Phanerogamen  als préparateur aan een minimumloon aan het ordenen en determineren van de grote collectie orchideeën. Hij bleef dit doen, ook toen zijn functie in 1905 officieel werd afgeschaft. Over geldzorgen hoefde hij zich immers niet bezorgd te maken. 
In 1895 werd hij lid van de Société botanique de France.
In 1909 werd hij Correspondant du Muséum en in 1913 Associé du Muséum. In 1911 ontving hij de Prix de Coincy, uitgereikt door de Société botanique de France voor belangrijke bijdragen aan de plantentaxonomie. Samen met Paul Lecomte, de opvolger van Bureau, maakte hij in 1911 en 1912 een wetenschappelijke reis naar oost-Azië, Indochina en de Indonesische archipel.
Hij overleed in de nacht van 29 op 30 januari 1913 aan een hersenbloeding. In zijn testament liet hij de som van 600.000 francs na aan het laboratorium van phanerogamen.

## Werk
Zijn belangrijkste werk betreft de flora van Oost-Azië en Indochina. Hij schreef samen met François Gagnepain het tweedelige Contributions à la Flore de l'Asie orientale (1907), dat eerst tussen 1903 en 1906 in afleveringen verscheen in het Bulletin van de Société botanique de France. In 1908 publiceerde hij hierop een aantal Additions.  Hij leverde ook een bijdrage aan deel 1 van de Flore générale de l'Indo-Chine samen met de samensteller Gagnepain. Hij en Paul Lecomte, de opvolger van Bureau, maakten in 1911 en 1912 een wetenschappelijke reis naar Oost-Azië, Indochina en de Indonesische archipel.
Finet is de botanische auteur van een aantal plantengeslachten waaronder Ancistrorhynchus en Pseudoliparis en van talrijke soorten, zoals Ancistrorhynchus brevifolius, Arethusantha bletioides, Calanthe balansae en Calanthe fargesii.